# الأمره
الأمره قرية سعودية، تتبع مركز أبو راكة التابعة لمحافظة الطائف في منطقة مكة المكرمة. تقع في جنوب شرق الطائف، وتبعد عنها قرابة 90 كم.

## وصف القرية
تبعد القرية عن المركز حوالي 36 كم باتجاه الشمال الشرقي، نوع الطريق سهل. أقرب مدينة أو قرية بها مركز للخدمات الصحية هو مركز أبو راكة الذي يبعد عن القرية 36 كم. خدمات التعليم: يوجد في القرية مدرسة بوا الابتدائية ومدرسة بوا المتوسطة ومدرسة بوا الثانوية للبنين، ومدرسة بوا الابتدائية للبنات. كما يوجد في القرية خدمة بلدية وخدمة بريد وبث تلفزيوني.